# Gerco Schröder

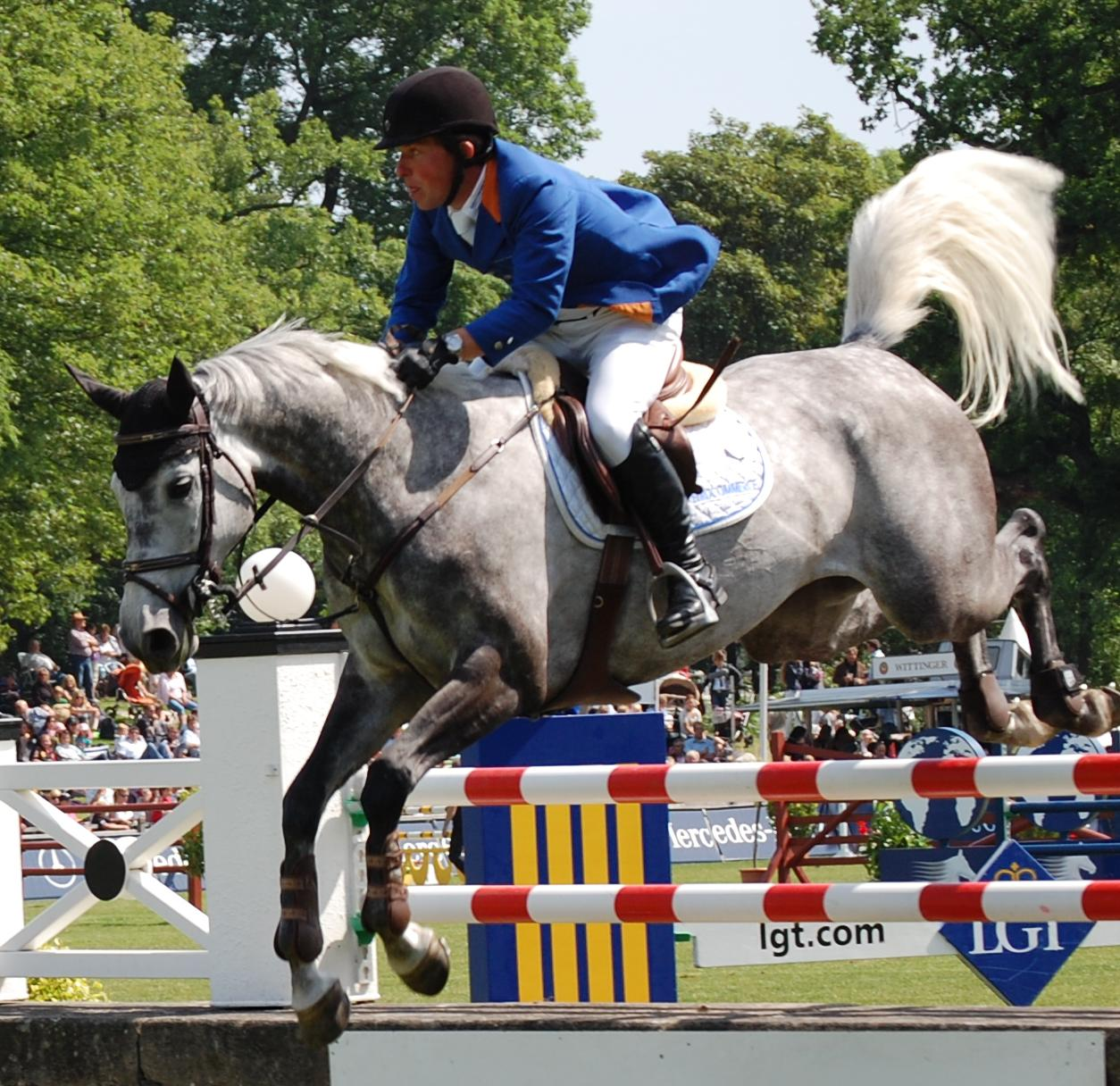
Gerco Schröder met California

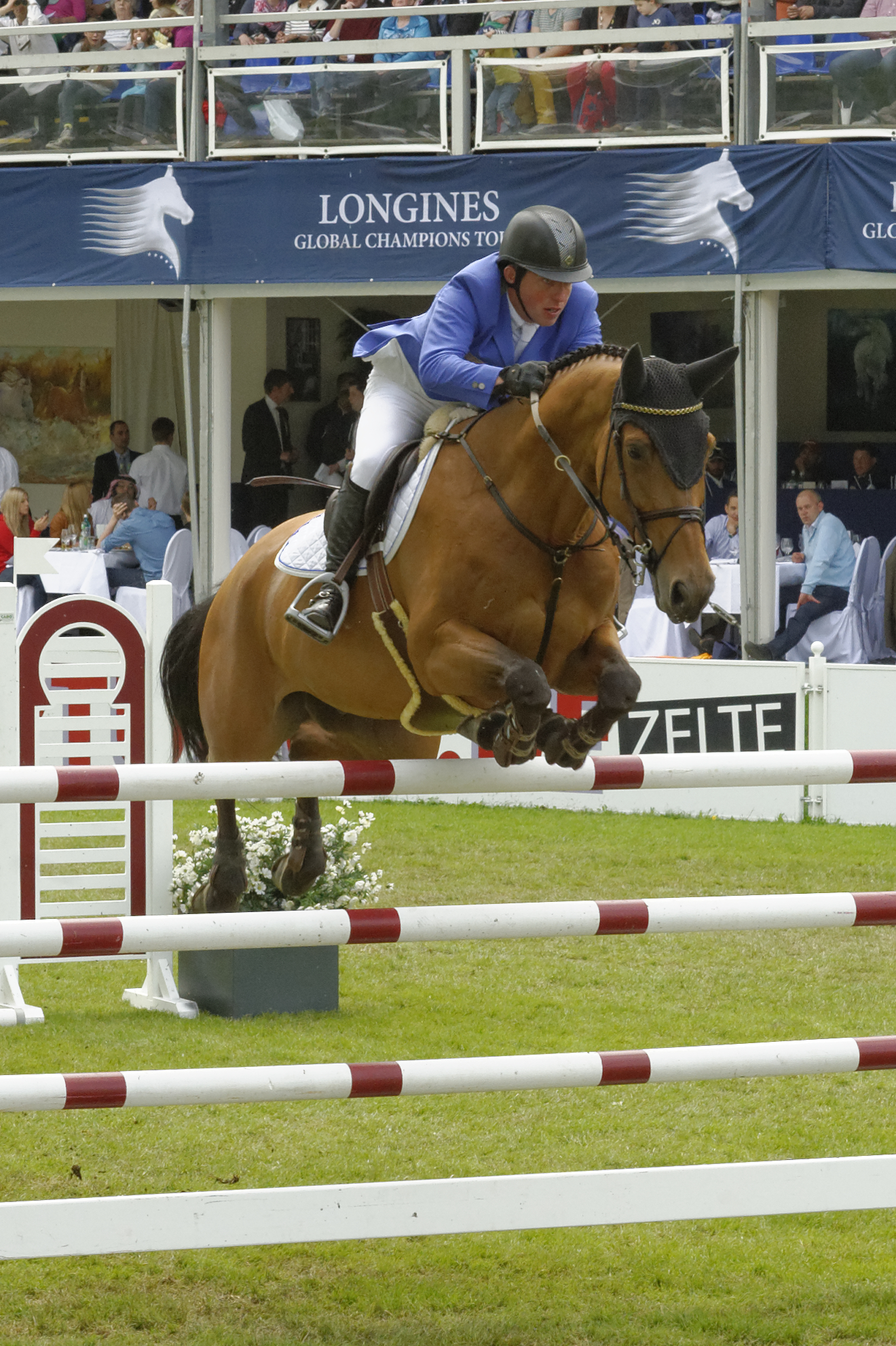
Gerco Schröder op "Seoul" op het Internationalen PfingstTurnier Wiesbaden 2013

Gerco Schröder (Tubbergen, 28 juli 1978) is een Nederlands springruiter.
Schröder behaalde zijn eerste internationale succes bij de junioren in 1996, toen hij met het Nederlands team Europees kampioen werd. Bij de senioren won hij onder andere de Grote Prijs van CSI Twente (2007) en Amsterdam (2006). In augustus van 2006 werd Schröder wereldkampioen met het nationale team bij de vijfde Wereldruiterspelen te Aken, samen met Albert Zoer, Jeroen Dubbeldam en Piet Raijmakers. Bij de Olympische Spelen 2012 haalt hij twee keer de zilveren medaille. Op de Wereldruiterspelen van 2014 in Caen behaalde Gerco met het landenteam goud, samen met Maikel van der Vleuten, Jur Vrieling en Jeroen Dubbeldam.
Gerco Schröder komt uit een echte paardensportfamilie; zijn oudere broers, de tweeling Ben en Wim, zijn ook internationaal bekende springruiters. Hij is woonachtig in Tubbergen.

## Resultaten
- Nederlands kampioenschap: 3x (laatste 2010 in Mierlo)
- Wereldbekers: 1x
- Wereldbekerfinales:
  - 2002: Leipzig (Duitsland): 27e plaats
  - 2003: Las Vegas (VS): 10e plaats
  - 2006: Kuala Lumpur (Maleisië): 8e plaats
  - 2007: Las Vegas (VS): 15e plaats
- Wereldruiterspelen:
  - 5e editie, 2006: Aken (Duitsland): Met het team goud, individueel 6e plaats
  - 7e editie, 2014: Caen (Frankrijk): Met het team goud
- Olympische Zomerspelen:
  - 2004: Athene (Griekenland): 4e plaats met team, 46e plaats individueel
  - 2012: Londen (Groot-Brittannië): 2e plaats met team, 2e plaats individueel
- Europees kampioenschappen:
  - 1996: Predazzo (Italië) : 1e plaats individueel
  - 1997: Moorsele (België) : 29e plaats individueel en 2e plaats met team
  - 1999: Münchwilen (Zwitserland) : 1e plaats met team en individueel
  - 2005: San Patrignano (Portugal) : 3e plaats met team, 11e plaats individueel